# Régiment de l'Essex
Le 1er bataillon du régiment d'infanterie de l'Essex (Essex Regiment) est intégré, contre l’avis du général William Slim, à sa 10e Brigade indienne d’infanterie, élément de la Iraqforce, pendant la guerre anglo-irakienne de mai 1941.
L’Essex Regiment, créé en 1881 et amalgamé en 1958 pour former le 3rd East Anglian Regiment (16th /44th Foot), comprend alors deux bataillons d’active : 
- le premier combat au Soudan, en Abyssinie, en Irak, en Syrie et en Afrique du Nord (1941-43) puis en Birmanie avec les Chindits (1944) ;
- le deuxième, les "Pompadours", se bat en France en 1940 puis débarque en Normandie le 6 juin 1944 et combat jusqu’à la capitulation de l’Allemagne.

## Sources
- Histoire de la Seconde guerre mondiale de Sir Basil Liddell Hart, Fayard, 1973. Vision britannique des opérations militaires le capitaine Liddell Hart (1895-1970), spécialiste reconnu de la stratégie et de l’armée blindée. Nombreuses cartes précises.
- (en) Site consacré à la campagne d'Irak
- (en) Site consacré aux campagnes militaires de la Légion arabe